# International Colloquium on Automata, Languages and Programming
International Colloquium on Automata, Languages and Programming (abrégé en ICALP) est la principale conférence académique européenne en informatique théorique. Elle est organisée par la European Association for Theoretical Computer Science, et a lieu annuellement à des endroits variables à travers l'Europe.

## Organisation

### Publication des actes
Comme c'est le cas pour la plupart des conférences en informatique théorique, les contributions proposées sont évaluées au préalable par des pairs. Les actes des colloques ont fait l'objet d'une publication dans les Lecture Notes in Computer Science de Springer jusqu'en 2015; à partir de 2016, ils sont publiés par le Leibniz-Zentrum für Informatik dans la collection Leibniz International Proceedings in Informatics (LIPcs),.
La première conférence de la série a eu lieu en 1972 à Paris, la deuxième en 1974 à Sarrebruck, et à partir de 1976, ICALP est devenu une conférence annuelle qui a traditionnellement lieu mi-juillet.

### Thématique
La thématique de la conférence était traditionnellement séparée en deux parties, le « track A » Algorithms, Automata, Complexity and Games et le « track B » Semantics, and Theory of Programming. Depuis 2005, une nouvelle partie le « track C » a été ajouté, dont l'intitulé était Security and Cryptography Foundations jusqu'en 2008, et Foundations of Networked Computation: Models, Algorithms and Information Management à partir de 2009. Le « track C » ne figure plus depuis 2020, ses thèmes ont été incorporés au track A.
Les thèmes abordés au cours des conférences de ICALP récents sont typiquement : calculabilité, théorie des automates, théorie des langages formels, analyse d'algorithmes, complexité, aspects mathématiques de la définition des langages de programmation, logique et sémantique des langages de programmation, bases de la programmation logique, démonstration automatique, spécification logicielle, géométrie algorithmique, types de données et structures de données, théorie des bases de données et des systèmes à bases de connaissances, cryptographie, structures VLSI, calcul parallèle et calcul distribué, modèles de la concurrence et de la robotique.
L'importance du colloque se mesure à son audience ; en 2016, 515 articles ont été soumis, le plus haut score jamais atteint : 319 pour le  track A, 121 pour le track B, et 75 pour le track
C. Parmi ces soumissions, 146 articles ont été sélectionnés pour le programme scientifique. En 2020, il y a eu 470 soumissions pour le track A et 123 pour le track B, 102 ont été acceptées pour track A et 36 pour track B.

### Les colloques récents
- 2021 48e ICALP[6], Glasgow, 12-16 juillet 2021. Comme la conférence précédente, elle est annoncée comme conférence en ligne
- 2020 47e ICALP[7],[8], Sarrebruck, Allemagne
- 2019 46e ICALP[9], Patras, Grèce
- 2018 45e ICALP[10], Prague, Tchéquie
- 2017 44e ICALP[11], Varsovie, Pologne
- 2016 43e ICALP[12], Rome, Italie
- 2015 42e ICALP[13], Kyoto, Japon
- 2014 41e ICALP[14], Copenhague, Danemark
- 2013 40e ICALP[15], Riga, Lettonie
- 2012 39e ICALP[16], Warwick, Royaume-Uni
- 2011 38e ICALP[17], Zurich, Suisse
- 2010 37e ICALP[18], Bordeaux, France
- 2009 36e ICALP[19], Rhodes, Grèce
- 2008 35e ICALP[20], Reykjavík, Islande
- 2007 34e ICALP[21], Wrocław, Pologne
- 2006 33e ICALP[22], Venise, Italie
- 2005 32e ICALP[23], Lisbonne, Portugal
- 2004 31e ICALP[24], Turku, Finlande
- 1977 4e ICALP[25], Turku, Finlande
- 1976 3e ICALP[26], Édimbourg, Royaume-Uni
- 1974 2e [ICALP[27], Sarrebruck, Allemagne
- 1972 1er ICALP[28], Paris, France

## Notoriété
On peut noter que dans son bulletin hebdomadaire du 15 juillet 2021, le CNRS félicite Charles Paperman d'avoir obtenu le prix de la meilleure communication à l'ICALP, montrant ainsi l'importance que cette institution attache à cette conférence vénérable. INRIA, de son côté, dans sa nécrologie de Maurice Nivat insiste sur le rôle essentiel qu'il a eu pour l'informatique  fondamentale en créant l'ICALP. L'École normale supérieure Paris-Saclay est fière de signaler l'acceptation de la communication d'un de ses élèves à ICALP-2021.

## Prix
Un certain nombre de prix et de récompenses sont régulièrement décernés lors des conférences annuelles :
- le prix Gödel est un prix récompensant des articles exceptionnels en informatique théorique. Il esti attribué conjointement par l’EATCS et par le comité SIGACT de l'ACM. Il est remis aux lauréats tous les deux ans lors de la conférence ICALP et les autres années lors de la conférence STOC (ACM Symposium on Theory of Computing) ;
- le prix de l'EATCS, « en reconnaissance des contributions étendues et largement reconnues à l'informatique théorique au cours de toute une carrière scientifique » ;
- le prix Presburger est également remis lors du colloque ICALP ;
- le « EATCS distinguished dissertation award » ;
- le « Best EATCS Paper Award » pour track A et track B ;
- le « Best Student ICALP Paper Award » pour track A et track B.

Les récompenses pour les meilleures contributions sont dûment mentionnées sur les sites des universités respectives,,,,,,.

### Article lié
- Liste des principales conférences d'informatique théorique